# Evi Simeoni
Evi Simeoni (* 1958 in Stuttgart) ist eine deutsche Sportjournalistin und Autorin. 

## Werdegang
Simeoni begann ihre journalistische Tätigkeit mit einem Volontariat bei den Stuttgarter Nachrichten. 1981 wechselte sie als Sportredakteurin zur Frankfurter Allgemeinen Zeitung; ab 2006 wirkte sie dort als stellvertretende Ressortleiterin und ab 2011 als Sportreporterin. Bis Sommer 2022 berichtete sie für die FAZ von Weltmeisterschaften und Olympischen Spielen und schrieb insb. über internationale Sportpolitik und Doping sowie über den Pferdesport.
Für ihre journalistische Arbeit wurde sie mit dem Theodor-Wolff-Preis, mit dem Fair-Play-Preis für Sportjournalismus sowie zweimal als Sportjournalistin des Jahres ausgezeichnet. Für ihre Beiträge zum Pferdesport wurden ihr das Silberne Pferd sowie das Deutsche Reiterkreuz in Silber verliehen.
An ihre sportjournalistische Arbeit knüpfte sie auch als Autorin an: Ihr erster Roman „Schlagmann“ (2012), der auch in einer für den Schulunterricht bearbeiteten Fassung vorliegt, ist vom Lebensweg des Ruderers Bahne Rabe inspiriert; ihr zweiter Roman „Rückwärtssalto“ (2014) befasst sich mit einer jungen Turnerin auf der Suche nach Anerkennung ihrer Familie, den Grausamkeiten ihres Trainers und dem Frauenbild des Turnens. 
Simeoni schrieb außerdem Bücher über den Pferdesport: Gemeinsam mit Isabell Werth verfasste sie deren Autobiografie „Vier Beine tragen meine Seele“ (2018) und „Was für ein Mensch ist mein Pferd?“ (2024) über Pferde-Persönlichkeiten im Spitzensport.
Für ihr Anfang 2023 erschienenes Buch „Höllenjahre: Die Briefe meines Onkels aus dem Krieg. 1939–1945“ recherchierte Simeoni zur Geschichte ihrer Familie und ordnete die Erfahrungsberichte ihres Onkels Heinz Meyer, der mit 18 Jahren zur Wehrmacht eingezogen wurde und kurz vor Ende des Krieges fiel, in den politischen und historischen Kontext des Zweiten Weltkriegs und der Zeit des Nationalsozialismus ein.

## Werke
- Schlagmann, Stuttgart: Klett-Cotta, 2012. ISBN 3-608-93969-5.
- (mit Christoph Kunz) Schlagmann, Lehrerhandbuch. Stuttgart: Ernst Klett Sprachen, 2013. ISBN 978-3-12-666912-2.
- Rückwärtssalto, Stuttgart: Klett-Cotta, 2014. ISBN 3-608-98014-8.
- (mit Isabell Werth) Vier Beine tragen meine Seele: meine Pferde und ich, München: Piper, 2018. ISBN 3-492-05908-2.
  - Four legs move my soul: the authorized biography of dressage Olympian Isabell Werth, translated by Lena Rindermann, North Pomfret, Vermont: Trafalgar Square, 2019. ISBN 1-57076-956-7.
- (Hrsg.) Das Feuer brennt: Olympische Geschichten / Frankfurter Allgemeine Archiv. FAZ-Hörbuch, Sprecher: Christian Geisler, Thomas Stecher. Frankfurt am Main: Frankfurter Allgemeine Zeitung GmbH, 2021. ISBN 3-89843-491-5.
- Höllenjahre: die Briefe meines Onkels aus dem Krieg 1939-1945. München: Piper, 2023. ISBN 3-492-07151-1.
- (mit Isabell Werth) Was für ein Mensch ist mein Pferd? München: Piper, 2024. ISBN 3-492-07208-9.

## Auszeichnungen
- Theodor-Wolff-Preis 1981[4]
- Sportjournalistin des Jahres 1996 und 2012[5]
- Fair-Play-Preis für Sportjournalismus 1997[6]
- Das Silberne Pferd 2004, Kategorie Print[7]
- Deutsches Reiterkreuz in Silber 2022[1]